# Ahogbèya
Ahogbèya ist ein Arrondissement im Departement Couffo im westafrikanischen Staat Benin. Es ist eine Verwaltungseinheit, die der Gerichtsbarkeit der Kommune Klouékanmè untersteht.

## Demografie und Verwaltung
Gemäß der Volkszählung 2013 des beninischen Statistikamtes INSAE hatte das Arrondissement 13.356 Einwohner, davon waren 6386 männlich und 6970 weiblich.
Von den 76 Dörfern und Quartieren der Kommune Klouékanmè entfallen zehn auf Ahogbèya:
1. Aglali
2. Ahogbèya
3. Dadji
4. Djihami
5. Gahayadji
6. Gahayanou
7. Klossou
8. Kplakatagon
9. Madémè
10. Tchéton